# 格雷厄姆 (阿拉巴馬州)
格雷厄姆（英語：Graham）是一個位於美國阿拉巴馬州蘭道夫縣的非建制地區和人口普查指定地區。根據2010年美國人口普查，該地人口為266人，而該地的面積約為15.16平方千米。

## 地理
格雷厄姆的座標為33°27′27″N 85°19′15″W / 33.45750°N 85.32083°W，而該地最高點為海拔高度336米（即1102英尺）。